# Береговский, Моисей Яковлевич
Моисей Яковлевич Береговский (28 декабря 1892, Термаховка — 12 августа 1961, Киев) — советский музыковед и исследователь еврейского фольклора. Ему удалось перед Второй мировой войной записать и, тем самым, спасти тысячи еврейских народных песен, а также многие музыкальные представления из репертуара народного театра.

## Биография
Родился в селе Термаховка Киевской губернии.
Окончил Киевскую консерваторию, продолжил образование в Петроградской консерватории. В 1920 г. организовал в Киеве детскую музыкальную школу, руководил хором. В 1922-24 гг. преподавал пение в 48-м еврейском детском доме в Петрограде, куда собрали осиротевших и обездоленных погромами детей с Украины. Работал в Малаховской опытно-показательной школе под Москвой, где были собраны интересные, творческие преподаватели — рисование там какое-то время вел Марк Шагал. С 1926 г. М. Я. Береговский заведовал детским отделением музыкальной школы в Киеве.
С 1927 года Береговский занимается систематическим изучением еврейского фольклора. Зачислен в штат Института еврейской пролетарской культуры Всеукраинской академии наук, впоследствии заведовал там Кабинетом музыкальной фольклористики, а после закрытия института в 1936 г. возглавлял фольклорную секцию Кабинета еврейской культуры АН УССР.
Примерно с 1929 до начала Великой Отечественной войны и после окончания войны по 1947 год Береговский совершал этнографические поездки, собирая светскую еврейскую музыку в разных частях Советской Украины. Его работы составляют самую большую и наиболее тщательно описанную коллекцию такого рода для до- и послевоенной Европы. Особенно его интересовала клезмерская музыка, гораздо меньше изученная, чем народная песня на идиш. К 1941 год коллекцмия, по его словам, насчитывала около 700 экземпляров. Туда входили как результаты его собственных полевых исследований, так и записи дореволюционных экспедиций Зиновия Ароновича Кисельгофа (1878—1939). Часть этих материалов были переданы Береговскому самим Кисельгофом, часть, после смерти Зиновия Ароновича были переданы в Киев его дочерью.
Во время войны, в 1944 году, защитил в Московской консерватории кандидатскую диссертацию о еврейской инструментальной музыке.
Докторскую диссертацию о пуримшпилях — народных музыкально-театральных представлениях, — которая была готова к 1946 году, защитить уже не удалось: началась кампания по борьбе с низкопоклонством перед Западом. Как пишет дочь музыковеда, профессор Э. М. Береговская: «Идея этого труда, вскрывавшего глубинные связи народного театра с западным, оказались „непроходимыми“, недиссертабельными, а кривить душой в угоду конъюнктуре отец не хотел.» («Арфы на вербах», с. 12)
С 1936 года М. Я. Береговский собирал материалы о еврейском народном театре. Исследование о народно-театральных представлениях завершило капитальный труд М. Я. Береговского «Еврейский музыкальный фольклор», составивший пять томов и задуманный автором в такой последовательности (только первый из них был опубликован при жизни исследователя):
- Том 1. Рабочие и революционные песни. Песни о рекрутчине и войне. М., Музгиз. 1934;
- Том 2. Любовные и семейно-бытовые песни;
- Том 3. Еврейская народная инструментальная музыка. М., «Советский композитор». 1987;
- Том 4. Еврейские народные напевы без слов;
- Том 5. Еврейские народно-музыкальные представления.

Этот пятитомный труд передан дочерью исследователя в архив Ленинградского института театра, музыки и кинематографии — ныне Российский институт истории искусств (РИИИ РАН).
В 1944-45 гг. М. Я. Береговский ездил с экспедицией в места еврейских гетто. От немногих узников, оставшихся в живых, он записал семьдесят песен, созданных и звучавших в среде обречённых. Эти материалы легли в основу его работы о еврейском фольклоре военного времени.
В первые послевоенные годы М. Я. Береговский задумал и подготовил к печати ещё целый ряд монографических статей по еврейскому фольклору, а в Киевской консерватории возобновил курс музыкального фольклора народов СССР.
18.08.1950 арестован и приговорен к 10 годам заключения в лагерях особого режима. Отправлен в лагерь под Тайшетом. Выпущен в 1955 г. «по недугу». Больше года боролся за свою реабилитацию. Прокуратура СССР дважды после смерти Сталина пересматривала дело М. Я. Береговского и дважды отвечала, что он был осужден правильно. 11 июля 1956 года реабилитирован.
Последние годы прожил, приводя в порядок свои рукописи для передачи в архив.
Умер от рака легких 12 августа 1961 года. Похоронен на Байковом кладбище в Киеве.

## Судьба коллекции фонозаписей М. Я. Береговского
Интересна история фонографической коллекции киевского Института еврейской культуры. Э. М. Береговская пишет: «Когда отец приступил к работе в Институте <…>, там не было никаких материалов по музыкальному фольклору. Началось энергичное целеустремленное собирание. К началу войны фонотека фольклорной секции насчитывала свыше 1200 фоноваликов — около трех тысяч записей, из которых более 600 отец фонографировал лично. Было собрано также большое количество записей нотных, произведенных на слух непосредственно от исполнителей — до 4 000 номеров.» («Арфы на вербах», с. 9)
«Фонографическая коллекция, вывезенная оккупантами в Германию, была обнаружена там при наступлении наших войск и возвращена её законному хозяину — Кабинету еврейской культуры. Фашисты расстреляли в Бабьем Яру всех киевских евреев, но тщательно инвентаризировали и эвакуировали, отступая, валики с записями еврейской народной музыки. Хрупкие эти восковые валики оказались очень прочными — они пережили Гитлера. А вот Сталина не пережили — при ликвидации Кабинета еврейской культуры эта уникальная коллекция сгинула, как и все остальные материалы, собранные в кабинете еврейского фольклора. Говорят, что валики вывезли на грузовике за город и разбили.» («Арфы на вербах», с. 12)
Однако, как выяснилось впоследствии, коллекция на самом деле не пропала. В более поздней статье Э. М. Береговская уточняет: «И записи на валиках, которые отец сосредоточил в Кабинете еврейской культуры, не сгинули, как он сам полагал, и даже переписаны частично на компакт-диски в Институте проблем регистрации информации Академии Наук Украины. А в перспективе — полная перезапись всех валиков. Каталог фоноваликов из коллекции М. Береговского внесен среди прочих культурных ценностей в Золотую Книгу ЮНЕСКО.»

## Основные публикации
- Old Jewish Folk Music: The Collections and Writings of Moshe Beregowski; edited and translated by Mark Slobin. — 1982.
- М. Я. Береговский. Еврейская народная инструментальная музыка. — М. Советский композитор, 1987.
- Арфы на вербах: Призвание и Судьба Моисея Береговского. — Москва-Иерусалим: Гешарим, 1994.
- М. Я. Береговский. Еврейские народные напевы без слов. — М: Композитор, 1999.
- М. Я. Береговский. Пуримшпили: Еврейские народные музыкально-театральные представления. — Киев: Дух i Літера, 2001.
- Jewish Instrumental Folk Music, by M. Beregovski, translated and edited by M. Slobin, M. Alpert, and R. Rothstein. — Syracuse: Syracuse University Press. 2001.
- Мёд и слезы: Еврейские народные песни из собрания Моисея Береговского / Пер. с идиша Е. Баевской, М. Яснова. — СПб.: Еврейский общинный центр Санкт-Петербурга, 2007. — Текст парал. на идише и рус. яз.